# Thờ cúng

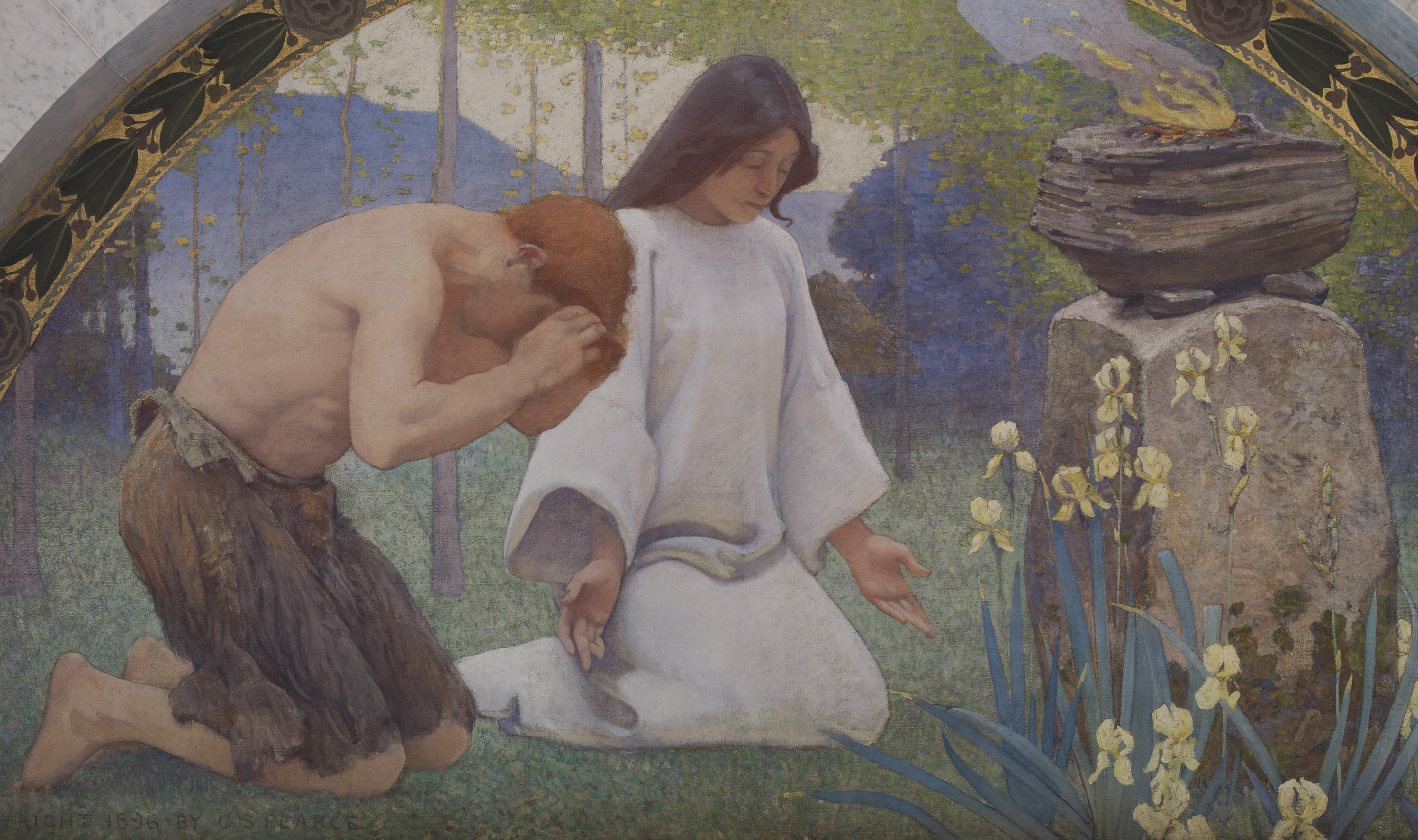
Chi tiết tranh Tôn giáo của Charles Sprague Pearce (1896)

Thờ cúng (chữ Anh: Worship), hoặc gọi thờ phụng, thờ phượng, sùng bái, tôn thờ, là một hành động tôn sùng tôn giáo thường hướng đến một vị thần. Một hành vi thờ phượng có thể được thực hiện riêng lẻ, trong một nhóm không chính thức hoặc chính thức, hoặc bởi một nhà lãnh đạo được chỉ định. Những hành vi như vậy có thể liên quan đến việc tôn vinh người khác.

## Từ nguyên
Từ "thờ cúng" (worship) trong tiếng Anh có nguồn gốc từ tiếng Anh cổ weorþscipe, ý nghĩa là "sự tôn thờ, kính trọng đối với một đối tượng hoặc vị thần", được cho là có nguồn gốc từ từ nguyên là worthiness hoặc worth-ship—nói một cách đơn giản nhất là việc trao giá trị cho một điều gì đó.

## Thờ cúng trong các tôn giáo khác nhau
Nghi thức thờ cúng tổ tiên là phong tục truyền thống của người Việt đã có từ rất lâu đời. Họ rất coi trọng việc cúng giỗ – ngày mất của người đã khuất (được tính theo âm lịch) đây là ngày con người đi vào cõi vĩnh hằng. Ngoài ngày giỗ ra thì việc cúng tổ tiên vào ngày mùng 1, ngày rằm hay các ngày lễ tết, những ngày quan trọng như đám cưới, sinh con, thi cử hay đi làm ăn xa,… đều được thực hiện nghi thức thờ cúng tổ tiên một cách đều đặn để báo cáo và cầu mong tổ tiên phù hộ hoặc để tạ ơn với tổ tiên khi công việc đã thành công.

### Phật giáo
Thờ phượng trong Phật giáo có thể có vô số hình thức được đưa ra học thuyết về các phương tiện khéo léo. Sự thờ cúng được thể hiện rõ trong Phật giáo dưới các hình thức như: guru yoga, mandala, thangka, yantra yoga, kỷ luật của các nhà sư chiến đấu của Thiếu Lâm, panchamrita, niệm thần chú, trà đạo, ganachakra, và các dạng khác. Sự tôn sùng Phật giáo là một phần quan trọng trong thực hành của hầu hết các Phật tử. Theo một phát ngôn viên của Hội đồng Sasana của Miến Điện, sự tận tâm đối với các thực hành tâm linh Phật giáo truyền cảm hứng cho sự tôn sùng đối với Tam Bảo. Hầu hết các Phật tử sử dụng nghi thức để theo đuổi khát vọng tâm linh của họ. Trong Phật giáo, puja (tiếng Phạn & Pali: pūjā) là những thành ngữ của "danh dự, tôn thờ và sự chú ý tôn sùng".  Hành vi của puja bao gồm cúi đầu, cúng dường và tụng kinh. Những hành vi sùng đạo này thường được thực hiện hàng ngày tại nhà (vào buổi sáng hoặc buổi tối hoặc cả hai) cũng như trong các lễ hội chung và ngày Uposatha tại một ngôi đền.
Thiền (samādhi) là một hình thức thờ cúng trung tâm trong Phật giáo. Thực hành này tập trung vào bước thứ ba của Bát chánh đạo dẫn đến sự thức tỉnh bản thân, còn được gọi là giác ngộ. Thiền thúc đẩy sự tự nhận thức và khám phá tâm trí và tinh thần. Theo truyền thống, thiền Phật giáo đã kết hợp samatha (hành động dừng lại và làm chính mình trở nên tĩnh lặng) và vipassana (nhìn rõ bên trong) để tạo ra một trải nghiệm tâm trí và cơ thể hoàn chỉnh. Bằng cách dừng các hoạt động hàng ngày của một người và tập trung vào một cái gì đó đơn giản, tâm trí có thể mở và mở rộng đủ để đạt đến cấp độ tâm linh. Bằng cách thực hành bước của vipassana, người ta không đạt được giai đoạn nhận thức cuối cùng, mà là tiếp cận một bước gần hơn. Thiền chánh niệm dạy người ta ngừng phản ứng nhanh chóng với những suy nghĩ và các đối tượng bên ngoài hiện diện, mà thay vào đó là bình an giữ suy nghĩ mà không phản ứng ngay lập tức. Mặc dù trong đức tin Phật giáo truyền thống, giác ngộ là mục tiêu cuối cùng mong muốn của thiền định, nó giống như một chu kỳ theo nghĩa đen giúp cá nhân hiểu rõ hơn về tâm trí của họ. Chẳng hạn, thiền dẫn đến sự hiểu biết, dẫn đến lòng tốt, dẫn đến hòa bình, v.v...

### Kitô giáo
Trong Kitô giáo, một phụng vụ nhà thờ là một nghi thức thờ phượng chung, thường không chỉ xảy ra vào Chủ nhật (hoặc vào thứ Bảy trong trường hợp những nhà thờ đó thực hành Sabbat ngày thứ bảy). Phụng vụ của nhà thờ là việc quy tụ các Kitô hữu để được dạy "Lời Chúa" (Kinh thánh) và được khuyến khích trong đức tin của họ. Về mặt kỹ thuật, "nhà thờ" trong "dịch vụ nhà thờ" đề cập đến việc tập hợp các tín hữu hơn là tòa nhà nơi diễn ra sự kiện. Trong Kitô giáo, thờ phượng là sự tôn kính và lòng tôn kính được trao cho Thiên Chúa. Tân Ước sử dụng nhiều từ khác nhau để diễn tả khái niệm thờ phượng. Từ proskuneo - "thờ phượng" - có nghĩa là cúi đầu (trước các vị thần hoặc các vị vua).
Thánh lễ (Mass) là hành vi trung tâm của sự thờ phượng thiêng liêng trong Giáo hội Công giáo. Bộ Phụng tự tại Vatican xuất bản một Danh mục về lòng đạo đức và Phụng vụ phổ biến.